# József Pataki (istoric)
József Pataki (n. 26 decembrie 1908, Iacobeni, Harghita – d. 17 septembrie 1993, Cluj) a fost un istoric, profesor universitar și doctor în științe istorice maghiar, membru al Academiei Maghiare.

## Repere biobibliografice
Pataki József a urmat școala primară la Apahida, a absolvit Gimnaziul Piariștilor din Cluj în anul 1926 și studii universitare în istorie universală, istoria României și limba română la Universitatea Regele Ferdinand, în anul 1930.
După obținerea diplomei universitare, până în anul 1941, a fost profesor la Gimnaziul Piariștilor din Cluj și la Gimnaziul Romano-Catolic din Târgu Mureș.
Între 1941-1944 a fost directorul Gimnaziului Romano-Catolic din Miercurea Ciuc, a redactat anuarele gimnaziului, a publicat în revistele Erdélyi Iskola [Școala transilvană], Erdélyi Tudósító [Mesagerul transilvan] și Székely Nép [Poporul secuiesc].
În 1944 a susținut la Universitatea "Ferenc József" lucrarea de doctorat intitulată Anjou királyaink és a két román vajdaság” [Dinastia de Anjou și voievodatele române], obținând titlul de doctor în istorie.
În anul 1944 a fost înrolat în armată, în timpul luptelor a fost luat prizonier de sovietici și eliberat la sfârșitul anului 1948.
Între 1949-1955 a fost profesor secundar, apoi lector la Institutul de perfecționare a cadrelor didactice, la Cluj.
În perioada 1949-1966 a fost cercetător la Institutul de Istorie din Cluj.
Din 1956 până la pensionare a fost profesor al Universității Bolyai, iar după unificare, al Universității Babeș-Bolyai.
În 1990 a fost ales membru corespondent al Academiei Maghiare.
A încetat din viață la data de 17 septembrie 1993. Este înmormântat la cimitirul Hajongard din Cluj.
Studiile și cercetările lui József Pataki au vizat în principal relațiile regatului angevin cu Țara Românească, istoria politică a țărilor române în prima jumătate a secolului al XVI-lea, diferite aspecte economico-sociale ale dezvoltării Transilvaniei în secolele XVI-XVII, istoria contactelor științifice maghiaro-române, istoria secuilor.
A cercetat în colaborare cu Lajos Demény răspândirea mișcării husite în Transilvania și cauzele răscoalei din 1437.
A fost distins cu premiul "Nicolae Bălcescu" al Academiei Române pentru cercetarea documentelor de la Nürnberg, referitoare la domeniul de la Hunedoara.
A cercetat în colaborare cu István Imreh aspecte economice și sociale ale satelor secuiești din secolele XVI-XVII, agricultura Scaunului Odorhei în secolul al XVI-lea, studiile rezultate fiind publicate în limbile română și maghiară.
Ca rezultat a mai multor decenii de cercetare, Pataki József a publicat în anul 1981 volumul "Kolozsvári emlékírók 1603-1720" [Memorialiști clujeni 1603-1720], care este lucrare de referință pentru istoria Clujului.
În colaborare cu Lajos Demény a inițiat seria nouă "Székely oklevéltár" [Diplomatariu secuiesc] și a participat la redactarea primelor trei volume.
În 1991, cu prilejul aniversării a 250 de ani de la nașterea episcopului Ignác Batthyány, a ținut o prelegere la Muzeul Secuiesc al Ciucului din Miercurea Ciuc.
În anul 1992, în colaborare cu Imreh István, a publicat volumul "Kászonszéki krónika 1650-1750" [Cronica Casinului 1650-1750], menit a servi autocunoașterea națională prin formarea conștiinței istorice.

## Lucrări publicate
- Anjou királyaink és a két román vajdaság. [Dinastia de Anjou și voievodatele române] Cluj, 1944.
- Az 1437-es felkelés kirobbanásának történetéhez (Contribuții la istoria izbucnirii răscoalei din 1437) in Studia, 1958.
- A magyar és román tudományos kapcsolatok történetéhez [Contribuții la istoria contactelor științifice maghiaro-române] In: Kelemen Lajos Emlékkönyv, Cluj, 1957.
- Husitské revolucní na uzemí Lid eové republiky rumunkské. In: Mezinarodní ohlas husitsví VIII. Praga, 1958.
- Atitudinea lui Radu de la Afumați și a lui Joan Zápolyan în ajunul luptei de la Mohács În: Studia Universitatis Babeș-Bolyai, 1967.
- Contribuții la studiul agriculturii transilvănene 1570-1610 ( în colaborare cu Imreh István) în  Acta MVSEL Napocensis,  I. II. 1967, 1969.
- Legenda és valóság. Korunk 1970/4
- A csíki vashámor a XVII. század második felében. [Fierăria din Ciuc în a doua jumătate a secolului al XVII-lea] Miercurea Ciuc, 1971.
- Domeniul Hunedoara la începutul secolului al XVI-lea. București, 1973.
- Tanulmányok a romániai együttlakó nemzetiségek történetéből és testvéri együttműködéséről a román nemzettel. [Studii de istorie a naționalităților conlocuitoare ...] In: Studia Universitatis Babeș-Bolyai, 1976.
- A székely falu gazdasági-társadalmi szerkezete a XVI. század végén és a XVII. század elején. Imreh  Istvánnal. In: Székely felkelés 1595-1596 előzményei, lefolyása, következményei. București, 1979.
- Székely oklevéltár. [Diplomatariu secuiesc] I-II. (în colaborare cu Demény Lajos)  București, 1983, 1985.
- Kolozsvári emlékírók 1603-1720. [Memorialiști clujeni 1603-1720], Cluj, 1981; București,1990.
- Kászonszéki krónika. 1650-1750. [Cronica Casinului 1650-1750] ( în colaborare cu Imreh István), Budapest - București, 1992.
- Székely oklevéltár [Diplomatariu secuiesc] III. (în colaborare cu Demény Lajos și  Tüdös S. Kinga)  București, 1994.

## Resurse bibliografice

### În limba română
- Enciclopedia istoriografiei românești, București, Editura științifică și Enciclopedică, 1978

### În limba maghiară
Benkő Samu: Vasipari hagyomány Csíkban. Előre 1971. november 19., Fodor Sándor: „Vidéki „ kiadvány. Utunk 1971/48., Heckenast Gusztáv: A Csíki vashámor. Századok 1974/3., Dankanits Ádám: A levéltár tett történésszé. Beszélgetés Pataki Józseffel. A Hét 1975/30., Fügedi Erik: Domeniul Hunedoarei... Agrártörténeti Szemle 1976/3-4., Ruffy Péter: Húszezer családnév a XVII. század elejéről. Magyar Nemzet 1976. augusztus 24., Egyed Ákos: Székely oklevéltár. Utunk 1983/27. Imreh István: Új székely oklevéltár. Korunk 1983/9., Benkő Loránd: Székely oklevéltár. Magyar Nyelv 1985/4., Miklós László: Forrás nélkül történelmet nem lehet művelni. Romániai Magyar Szó 1990. július 24., Binder Pál: Megjegyzések a Kolozsvári emlékírók névmutatójához. Helikon 1991/21., Wolf Rudolf: Újabb „fehér könyv” - ezúttal a régi Kolozsvárról. Erdélyi Múzeum 1991/1-4., Benkő Samu: Pataki József (1908-1993). Erdélyi Múzeum 1993/3-4., Demény Lajos: A történész Pataki József emlékére. A Hét 1993/43., Egyed Ákos: Háromszék egy évszázada. Háromszék 1993/8, Szőcs János: Pataki József, a történetíró. Hargita Népe, 2008. december 20.
Antal Imre: „Tisztesség adassék” . Csíkszereda, 1994. 
A Csíkszeredai Márton Áron Főgimnázium Évkönyve az 1994-95. tanévről. Csíkszereda, 1995. 
Imreh István – Pataki József: Kászonszéki krónika 1650 -1750. Budapest – Bukarest, 1992 
Hargita Népe: Szőcs János: Pataki József, a történetíró. 2008. december 20. 
Kelemen Lajos Emlékkönyv. Bukarest, 1957. 
Miklós József: Csíki Lexikon. Csíkszereda, 2004. 
Pataki József: A Csíki vashámor a XVII. század második felében. Csíkszereda, 1971. 
Pataki József: Domeniul Hunedoara la începutul secolului al XVI-lea. Bukarest,1973. 
Romániai Magyar Irodalmi Lexikon 4. Bukarest-Kolozsvár, 2002. 
Székely felkelés 1595-1596 előzményei, lefolyása, következményei. Bukarest, 1979.

## Memorial în Secuime
- 17 martie 1995: sesiune de comunicări științifice in memoriam Pataki József și așezarea unei plăci memoriale în clădirea Liceului Teoretic „Marton Áron” din Miercurea Ciuc.
- Anuarul Liceului Teoretic "Marton Áron" din Miercurea Ciuc, anul școlar 1994-1995: scrieri dedicate memoriei lui Pataki József.
- 7 iulie 2002: acordarea, în cadru festiv, a denumirii "Pataki József " școlii generale din Iacobeni
- 7 noiembrie 2008: sesiune de comunicări in memoriam Pataki József la Muzeul Secuiesc al Ciucului, din Miercurea Ciuc.
- 20 decembrie 2008: articol despre Pataki József, semnat de Szőcs János, în cotidianul local Hargita Népe.